# Paul Christiaen
Paul Christiaen (13 februari 1923 - 12 augustus 2008) was een Belgische ondernemer en politicus. Hij was burgemeester van Assenede.

## Biografie
Christiaen was de zoon van een smid uit Assenede, maar hij verloor op 5-jarige leeftijd al zijn vader. In de Tweede Wereldoorlog vluchtte hij naar Frankrijk. Hij huwde en kreeg drie kinderen, maar zijn echtgenote overleed toen zij 31 was. Hij huwde een tweede maal en kreeg nog een dochter. Op zijn 34ste overleed zijn zoon Jan.
Christiaen maakte enkel zijn middelbare school af. Pas op later zou hij nog een managementcursus volgen aan Vlerick Management School. Hij werkte eerst als ambtenaar, tot hij in 1948 als zelfstandige ging werken en een groothandel in auto-onderdelen begon, het bedrijf ECA (Etablissements Christiaen Assenede). Hij produceerde autohoezen en vanaf 1961 ook autozetels. In 1965 sloot hij een contract met autobedrijf Volvo voor de levering van autozetels aan de Gentse vestiging van het bedrijf, waardoor zijn bedrijf sterk kon uitbreiden. 
Ondertussen werd hij ook actief in de gemeentelijke politiek bij de PVV en in 1971 volgde hij Emiel Van Hoorebeke op als burgemeester van Assenede. Hij bleef burgemeester tot 1976 en was zo de laatste burgemeester van Assenede voor de gemeentelijke fusies van 1977. Na de fusies werd hij opgevolgd door Edgard Stockman.
Christiaen bleef ook op hogere leeftijd aan de slag in zijn bedrijf. In 1996 werd zijn bedrijf tot Onderneming van het Jaar verkozen. Tegen 2000 telde het zo'n 970 werknemers, waarmee het de grootste werkgever in het Meetjesland was. Na de overname van Volvo door Ford konden geen zetels meer geleverd worden en moest het bedrijf inkrimpen. Door verder klantenverlies door concurrentie uit Oost-Europa moest het bedrijf verder verkleinen tot zo'n 250 personeelsleden.
Hij was ook officier in de Leopoldsorde en in 2008 werd hij op 85-jarige leeftijd gehuldigd als eerste ereburger van Assenede.  Hij overleed een half jaar later in augustus 2008.